# 列布哈河 (索布河支流)
雷布哈河（烏克蘭語：Ревуха），是烏克蘭西南部的河流，屬於索布河的支流。該河處於文尼察州的文尼察區，流經佐茲夫卡和佐濟夫，河道全長6公里。